# Retable de Weimar
Le retable de Weimar est un triptyque peint par Lucas Cranach l'Ancien entre 1552 et 1553 et complété par son fils Lucas Cranach le Jeune jusqu'en 1555. Ce retable a été réalisé pour l'église luthérienne Saints-Pierre-et-Paul de Weimar (Allemagne). L'œuvre est un exemple de l'art luthérien au XVIe siècle.

## Histoire
Le retable a été commandé par l'électeur Jean-Frédéric Ier de Saxe à Cranach en 1552. Cette année-là, Jean-Frédéric est de retour à Weimar après sa captivité à la suite de la bataille de Muehlberg (1547). Après la mort de Lucas Cranach l'Ancien en 1553, son fils Lucas Cranach le Jeune termine le retable, lequel est installé cette même année dans l'église Saints-Pierre-et-Paul, la principale église luthérienne de la ville.

## Description

Volets du retable de Weimar
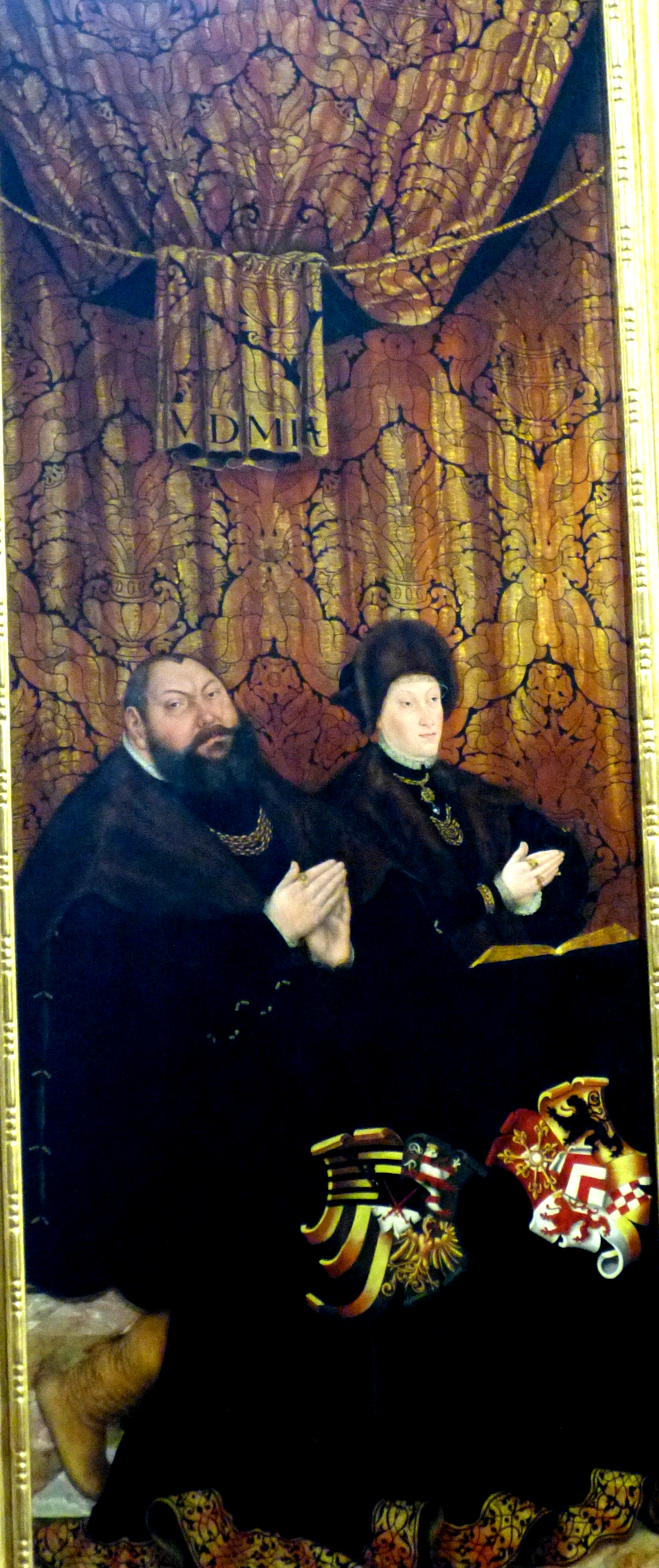
Volet de gauche.
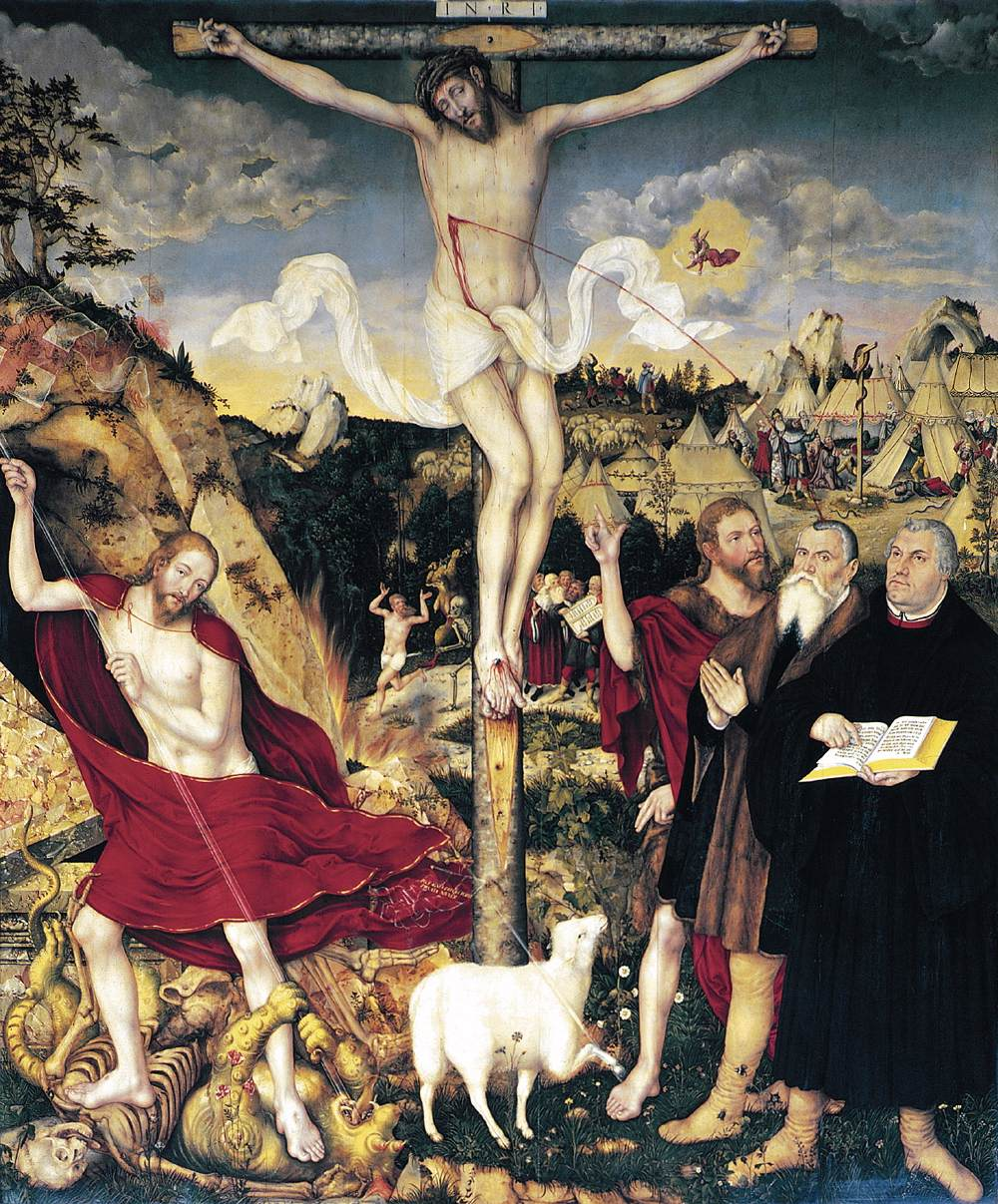
Volet central.
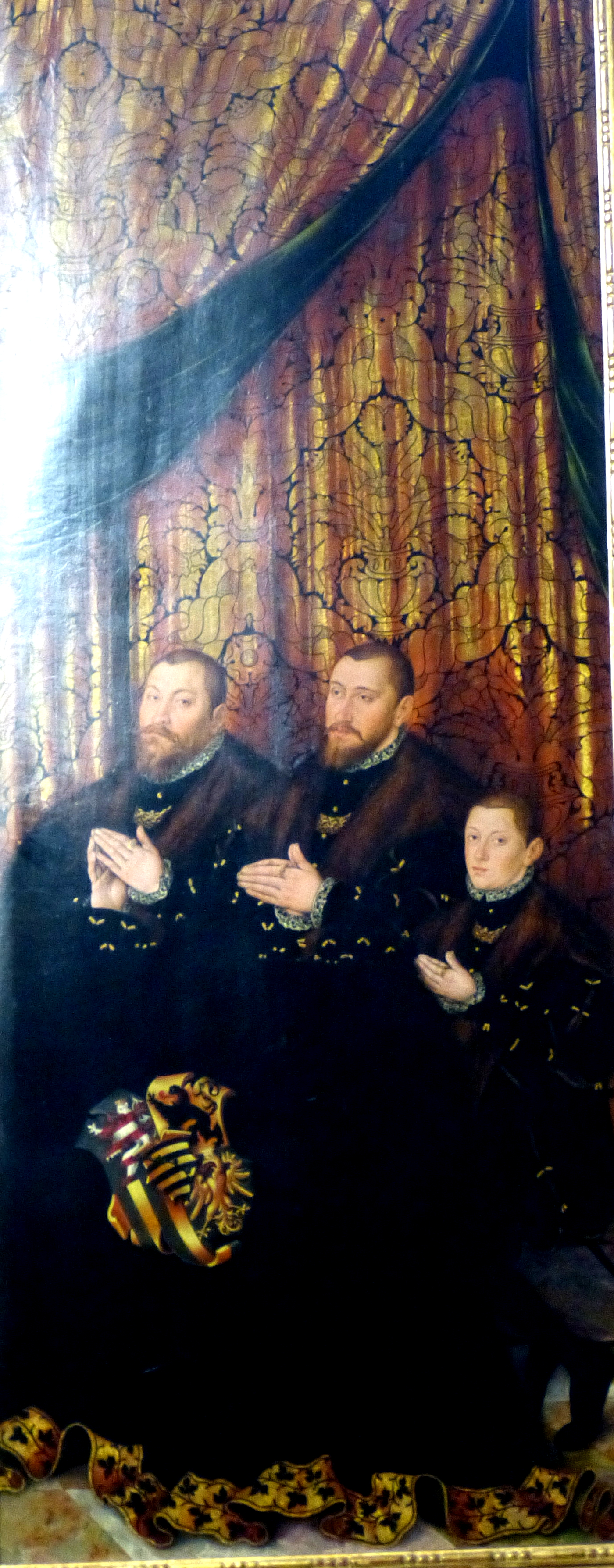
Volet de droite.

### Volet central

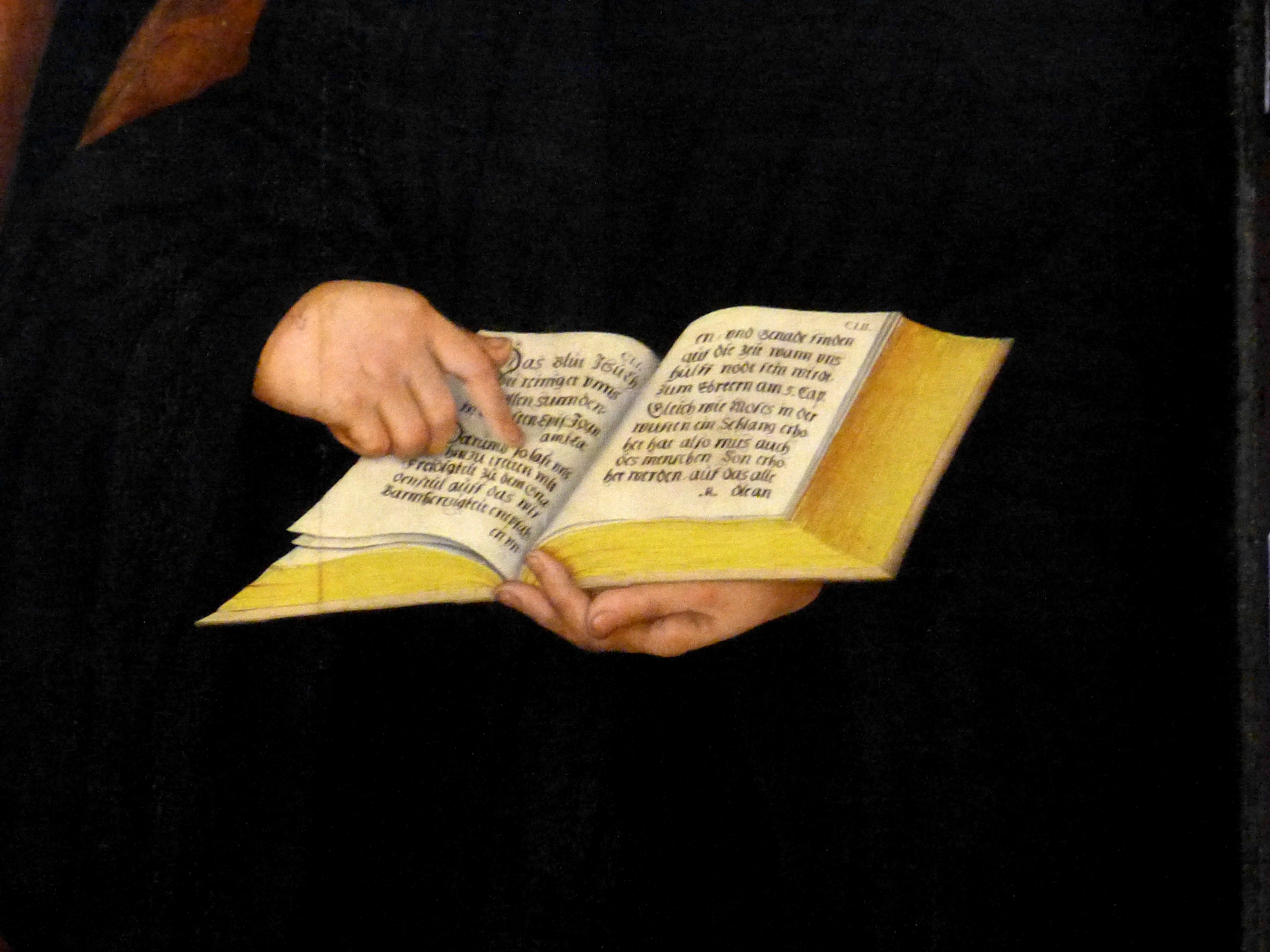
Détail : livre tenu par Martin Luther

Une représentation du Christ en croix au milieu du volet divise celui-ci en deux parties égales. À gauche, le Christ est représenté en train de soumettre la Mort (représentée par un squelette) et le Diable devant le tombeau vide. À gauche, figurent, de gauche à droite, saint Jean-Baptiste, Lucas Cranach l'Ancien et Martin Luther. Luther tient un livre ouvert dans ses mains. Saint Jean-Baptiste désigne le Christ crucifié d'une main et l'Agneau au pied de la croix de l'autre. Le sang coulant du côté du Christ atteint Cranach à la tête.
Plusieurs scènes figurent au second plan. Au centre, un squelette et un démon poussent un homme vers les flammes de l'Enfer tandis que Moïse montre à un groupe d'hommes les Tables de la Loi. À droite, dans une scène biblique, Moïse montre aux Hébreux un serpent de bronze sur son bâton (dont la forme rappelle celle de la croix au premier plan) afin de les libérer des serpents envoyés par Dieu ; dans le christianisme, cet épisode est vu comme une préfiguration de la crucifixion de Jésus. Ce lien est confirmé par le texte tiré de la Bible écrit sur le livre montré par Luther (Jn 3,14-15). Enfin, en arrière-plan est représentée l'Adoration des bergers.
L'ensemble du volet est peint dans des tons bruns et jaunes, contrastant principalement avec le rouge vif du sang du Christ, de son manteau, de celui de saint Jean-Baptiste et de celui de Moïse. La réutilisation des personnages (Moïse, démon…), des postures (bras levés) et des motifs (croix en T) crée un lien entre les différentes scènes.

### Volets latéraux

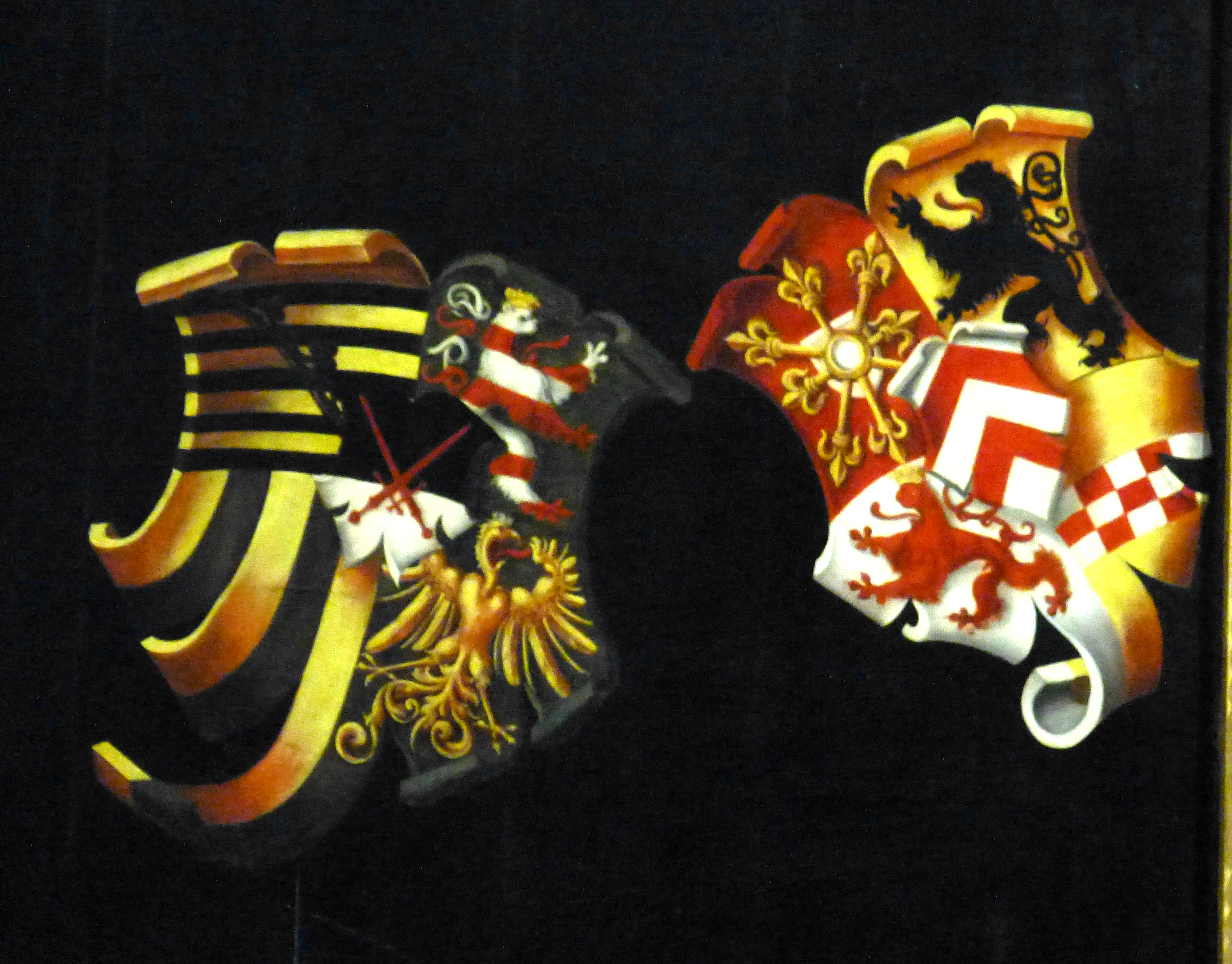
Détail : armoiries des commanditaires.

Les volets latéraux représentent les commanditaires du retable : à gauche l'électeur de Saxe Jean-Frédéric Ier de Saxe et sa femme Sibylle de Clèves, à droite leurs enfants Jean-Frédéric, Jean-Guillaume et Jean-Frédéric le Jeune. Les cinq personnages sont représentés de façon similaire : à genoux, vêtus d'habits noirs garnis de fourrure. Les armoiries des familles de Saxe et de Clèves sont représentées sur un drap noir. Sur les deux panneaux, l'arrière-plan est constitué d'un riche rideau doré à décor floral.
Lorsque le retable est refermé, on peut voir sur le revers des volets latéraux le Baptême du Christ d'une part et son Ascension d'autre part.

## Analyse
Le retable de Weimar a été réalisé dans le cadre de la Réforme protestante et reflète la théologie luthérienne. Alors que dans la tradition catholique les donateurs offraient un retable pour assurer leur salut, ici les donateurs (Jean-Frédéric de Saxe et sa famille) se servent du retable pour proclamer qu'ils sont déjà sauvés par leur foi, en accord avec la position théologique de Luther.
La présence de Luther et de Cranach, qui ne sont ni des personnages bibliques ni les commanditaires de l'œuvre, est particulièrement inhabituelle pour un retable. 
Le livre que Luther tient en mains renvoie à la figure de Moïse tenant les Tables de la Loi figurant en arrière-plan, le Réformateur étant ainsi comparé au Prophète. Alors que Moïse offre la Loi aux Hébreux, Luther annonce quant à lui aux chrétiens le salut par la grâce seule et non plus par la Loi. La première phrase du livre soutient cette théologie : « Le sang du Christ nous lave de nos péchés » (1Jn 1,7).
De manière audacieuse, Cranach se place au centre de son propre tableau, aux côtés du Christ. C'est à la fois une façon pour Cranach de proclamer son salut et de revendiquer la paternité artistique de l'œuvre.

## Sources
- [Noble 2015] (en) Bonnie Noble, « From Vision to Testimony: Cranach's Weimar Altarpiece », Reformation & Renaissance Review, vol. 5,2003, no 2,‎ 2015, p. 135-168 (DOI 10.1558/rarr.5.2.135.36248)